# Морімус справжній
Морімус справжній (лат. Morimus asper verecundus Faldermann, 1836) — вид жуків з родини вусачів.

## Опис
Жук 14-40 мм завдовжки, зверху чорний, покритий дрібними бурими волосками; темні оксамитові плями надкрил більш або менш зернисті. Шов надкрил без кантика біля верхівки. 

## Екологія
Поширений у гірських районах Криму. Пошкоджує дуб, бук, каштан їстівний, волоський горіх, інжир тощо; личинки проточують ходи під корою.